# Rolls-Royce Meteor
il Rolls-Royce Meteor era un motore utilizzato su alcuni carri armati britannici durante la seconda guerra mondiale.
Il Meteor era la versione terrestre del più famoso Merlin. Per l'uso a cui era destinato subì varie modifiche. La sovralimentazione venne eliminata e alcuni componenti, non essendo il peso del motore un fattore critico, vennero realizzati nel più economico acciaio e non in lega leggera come avveniva per il Merlin.
Il motore si rivelò molto affidabile, al contrario delle precedenti unità utilizzate sui carri inglesi, e con i suoi 600 hp (447 kW) anche molto potente, ribaltando così la fama di inaffidabilità e scarsa potenza che si era venuta a creare intorno ai mezzi britannici.

## Carri armati equipaggiati con il Rolls-Royce Meteor
- Mk VIII Cromwell
- Comet
- Centurion
- A39 Tortoise
- Mk VIII Challenger
- Avenger
- Excelsior
- Conqueror